# 豊田松平インターチェンジ
豊田松平インターチェンジ（とよたまつだいらインターチェンジ）は、愛知県豊田市松平志賀町にある東海環状自動車道のインターチェンジ。豊田東JCT経由で伊勢湾岸自動車道にも接続しており、同JCT経由で新東名高速道路の出入口としても運用されている。
2025年4月15日 10時よりETC専用料金所に変更。ETC非搭載車は利用できない。

## 歴史
- 2005年（平成17年）3月19日：豊田東JCT - 美濃関JCT間開通に伴い、供用開始。
- 2025年（令和7年）4月15日 10時：料金所がETC専用化[1]。

## 周辺
豊田市の中心部からは東寄りにある松平地区の西端（旧・志賀村）に位置する。
- 香嵐渓（豊田勘八ICが最寄りである）
- 松平郷
- 松平東照宮
- 豊田スタジアム
- 豊田市駅・新豊田駅
- 王滝渓谷
- 古瀬間墓地公園・古瀬間聖苑

## 接続する道路
- 国道301号

## 料金所
- ブース数：4

ブース運用はETC化前からの推測（現地確認・ソースが出るまでの暫定）

### 入口
- ブース数：2
  - ETC専用：1
  - ETC/サポート：1

### 出口
- ブース数：2
  - ETC専用：1
  - ETC/サポート：1

## 隣
C3 東海環状自動車道
(1)豊田東JCT - (2)豊田松平IC - (2-1)鞍ヶ池PA/スマートIC - (3)豊田勘八IC